# 룩셈부르크 공녀 일다
룩셈부르크 공녀 일다(Princess Hilda of Luxembourg, 1897년 2월 15일 ~ 1979년 9월 8일)는 룩셈부르크의 공녀로 기욤 4세와 포르투갈 인판타 마리아 아나의 셋째 딸이다.